# Ágreda
Ágreda è un comune spagnolo montano di 3 351 abitanti, situato nella comunità autonoma di Castiglia e León, ai piedi della Sierra del Moncalves' (941 m s.l.m.) e sulle rive del fiume Queiles. Appartiene alla provincia di Soria, città dalla quale dista 51 km, e alla comarca di "Tierra de Agreda, Tierra de Frontera".
La sua economia è basata sull'agricoltura di montagna, sull'allevamento del bestiame, sul commercio e sul turismo.

## Storia
Agreda fu un oppidum (campo militare) celtiberico, passato in seguito sotto il dominio dei Romani e successivamente dei Visigoti e degli Arabi. In età medioevale ebbe una notevole importanza, in quanto piazzaforte in posizione strategica al confine fra i regni di Castiglia, Navarra e Aragona, che se ne contesero il possesso.
Fu detta "Città delle tre culture", in quanto vi convissero pacificamente le comunità cristiana, giudaica e islamica, ciascuna delle quali viveva in un proprio distinto quartiere, tutte lasciando testimonianze della loro presenza. Nel quartiere islamico resta una torre che faceva parte del castello arabo "de la Muela" o "de la Mota", dal quale partiva la cinta muraria degli inizi del X secolo. Di fronte al castello arabo c'è quello cristiano detto "castillo del Rollo", costituito da un torrione a pianta quadrata. Il quartiere degli ebrei ("Juderia") conserva il tracciato originale delle vie e il quartiere cristiano costituiva la parte del paese con le diverse chiese. Anche le attività dei cittadini si suddividevano secondo le tre religioni: gli ebrei erano dediti al commercio, gli islamici all'artigianato e i cristiani ai servizi e all'agricoltura e all'allevamento del bestiame.
La riunificazione dei regni tolse ad Agreda ogni importanza militare e segnò l'inizio di un periodo di decadenza. Nel XVII secolo si ebbe una nuova fioritura, grazie anche alla venerabile suor Maria de Jesus, monaca di clausura e consigliera epistolare del re Filippo IV, che riuscì a far concedere ad Agreda, dove viveva diversi privilegi e vantaggi.
In occasione del riordinamento amministrativo della Spagna nel 1833 si era pensato di aggregare la città alla nuova provincia di Rioja, ma rimase invece nella provincia di Soria.

## Monumenti e luoghi d'interesse

### Architetture religiose
- Chiesa di Nostra Signora della Pigna (de Nuestra Señora de la Peña), del XII secolo.
- Chiesa di San Giovanni (San Juan) del XIII secolo.
- Chiesa di San Michele (San Miguel) del XV secolo, Conserva una torre merlata del XII secolo e la cappella di don Garcia Hernandez de Carrascon, protonotario apostolico e medico di papa Adriano VI.
- Chiesa di Nostra Signora dei Miracoli (de Nuestra Señora de los Milagros), del 1520.
- Convento della Concezione" (de la Concepcion), del XVIII secolo, fondato dalla monaca Maria de Jesus, che vi è sepolta.

L'antica sinagoga del XII secolo fu in seguito trasformata in una piccola chiesa.

### Edifici civili e monumenti
- Municipio (Ayuntamiento), sede municipale del XVI secolo
- Arco di Filippo II (Felipe II) già arco d'ingresso del quartiere islamico (barrio moro), rimaneggiato nel 1573.
- Palazzo de Paredes, del XVII secolo.

Il Parque de la Dehesa è un ampio spazio verde nel quale si trovano i resti di un'antica cappella romanica del XII secolo, in origine facente parte di un convento.

## Feste
- Festa di Nostra Signora dei Miracoli, che si tiene il sabato successivo al Corpus Domini.
- Feste di San Michele, che iniziano il 28 settembre con la "Festa dei diavoletti" (Fiesta de los Diabillos¡ in cui vengono incendiati fantocci di stracci riempiti di paglia e petardi (i diavoletti o diabillos).

## Economia
L'economia cittadina si basa sull'agricoltura e l'allevamento del bestiame, sul commercio e sul turismo.